# Щъркели
Вижте пояснителната страница за други значения на Щъркели.
Щъркелите (Ciconia) са таксономичен род птици от разред Щъркелоподобни. Белият щъркел е символ на няколко европейски страни и е птица, която още от древността влиза във фолклора и културата на местните народи.

## Разпространение
Родът е представен от 7 вида, като 6 от тях са представители на Стария свят. Само видът Ciconia maguari обитава Южна Америка. Фосилните находки обаче показват, че в миналото видовото разнообразие на представителите на рода е било по-голямо в Америка от това в континентите на Източното полукълбо.
Някои от видовете са мигриращи като прелетите им се извършват благодарение на топлите въздушни течения. Летят с изправена шия.

## Класификация
Род Щъркели (Ciconia)
- Вид Абдимов щъркел (Ciconia abdimii)
- Вид Белогуш щьркел (Ciconia episcopus)
- Вид Щъркел на Сторм (Ciconia stormi)
- Вид Американски щъркел (Ciconia maguari)
- Вид Черноклюн щъркел (Ciconia boyciana)
- Вид Бял щъркел (Ciconia ciconia)
- Вид Черен щъркел (Ciconia nigra)

## Описание
Птиците от рода са сравнително едри, около един метър високи, размах на крилете около 180 cm имат сравнително дълга и тънка човка. За разлика от представителите на други родствени родове щъркелови птици тези от род Ciconia се характеризират с голямо разнообразие на оцветяването на перушината. Младите птици имат кафеникав оттенък на тъмната част от оперението, който постепенно преминава в черен с напредване на възрастта.
Птиците не издават особени звуци с изключение на малките, които писукат. Най-характерен звук при тях е тракането с клюна, което е особено изявено при белите щъркели.

## Размножаване
Щъркелите живеят предимно в колонии, а доста често представителите на двата пола образуват трайни двойки. Строят огромни гнезда по дърветата, с изключение на южноамериканския вид, който гнезди на земята. Поне три вида са синантропни и строят гнездата си в близост до хората и дори върху техните домове.
Снасят средно по 4 – 5 яйца и отглеждат по едно поколение годишно.

## Хранене
Птиците се хранят с жаби, насекоми, червеи, млади птици, гущери и гризачи.